# 新疆维吾尔自治区公安厅
新疆维吾尔自治区公安厅（維吾爾語：شىنجاڭ ئۇيغۇر ئاپتونوم رايونلۇق جامائەت خەۋپسىزلىكى نازارىتى‎）是新疆维吾尔自治区人民政府组成部门，负责领导、管理新疆维吾尔自治区的公安保卫工作，接受新疆维吾尔自治区人民政府和中华人民共和国公安部的双重领导。